# 奥伯堡

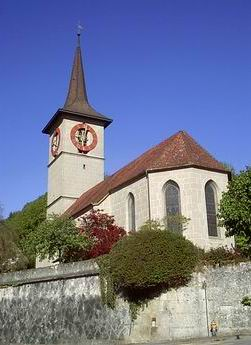

奥伯堡（德語：Oberburg）是瑞士的城鎮，位於該國中西部，由伯恩州負責管轄，面積14.12平方公里，海拔高度547米，2011年人口2,931，七成人口信奉基督教，人口密度每平方公里208人。